# Brendan Fraser
Brendan James Fraser (Indianapolis, 3 dicembre 1968) è un attore canadese-statunitense.
È principalmente noto per aver interpretato Rick O'Connell nella trilogia colossal La mummia (1999), La mummia - Il ritorno (2001) e La mummia - La tomba dell'Imperatore Dragone (2008).
Nel 2022 ha ottenuto il plauso della critica per la sua performance nella pellicola drammatica The Whale, con la quale si è aggiudicato il Critics' Choice Award, lo Screen Actors Guild Award e il Premio Oscar come miglior attore protagonista, venendo candidato al Golden Globe nella sezione miglior attore in un film drammatico, e al Premio BAFTA nella sezione miglior attore protagonista.

## Biografia
Brendan Fraser è nato a Indianapolis, in Indiana, ultimo dei quattro figli dei canadesi Carol Mary Genereux e Peter Fraser. Sua madre era una consulente di vendita e suo padre era un ex giornalista che lavorò come funzionario del servizio estero dell'ufficio del turismo del governo canadese. Suo zio George, fratello della madre, era un famoso campione olimpico di tiro a volo. Ha tre fratelli maggiori: Kevin, Regan e Sean. Ha origini irlandesi, scozzesi, tedesche, ceche e franco-canadesi, ed ha la doppia cittadinanza canadese e statunitense.
Si trasferì spesso durante la sua infanzia assieme alla famiglia, vivendo a Eureka, Seattle, Washington, Ottawa, nei Paesi Bassi e in Svizzera. Ha frequentato l'Upper Canada College, un collegio privato a Toronto. Durante una vacanza a Londra, ha assistito al suo primo spettacolo teatrale professionale nel West End, ed è cominciato il suo interesse per la recitazione. Si è laureato al Cornish College of the Arts di Seattle nel 1990. Ha iniziato a recitare in un piccolo college di recitazione a New York ed aveva in programma di studiare presso la Southern Methodist University ma, durante il tragitto, si fermò a Hollywood e decise di rimanere lì per lavorare nel cinema.

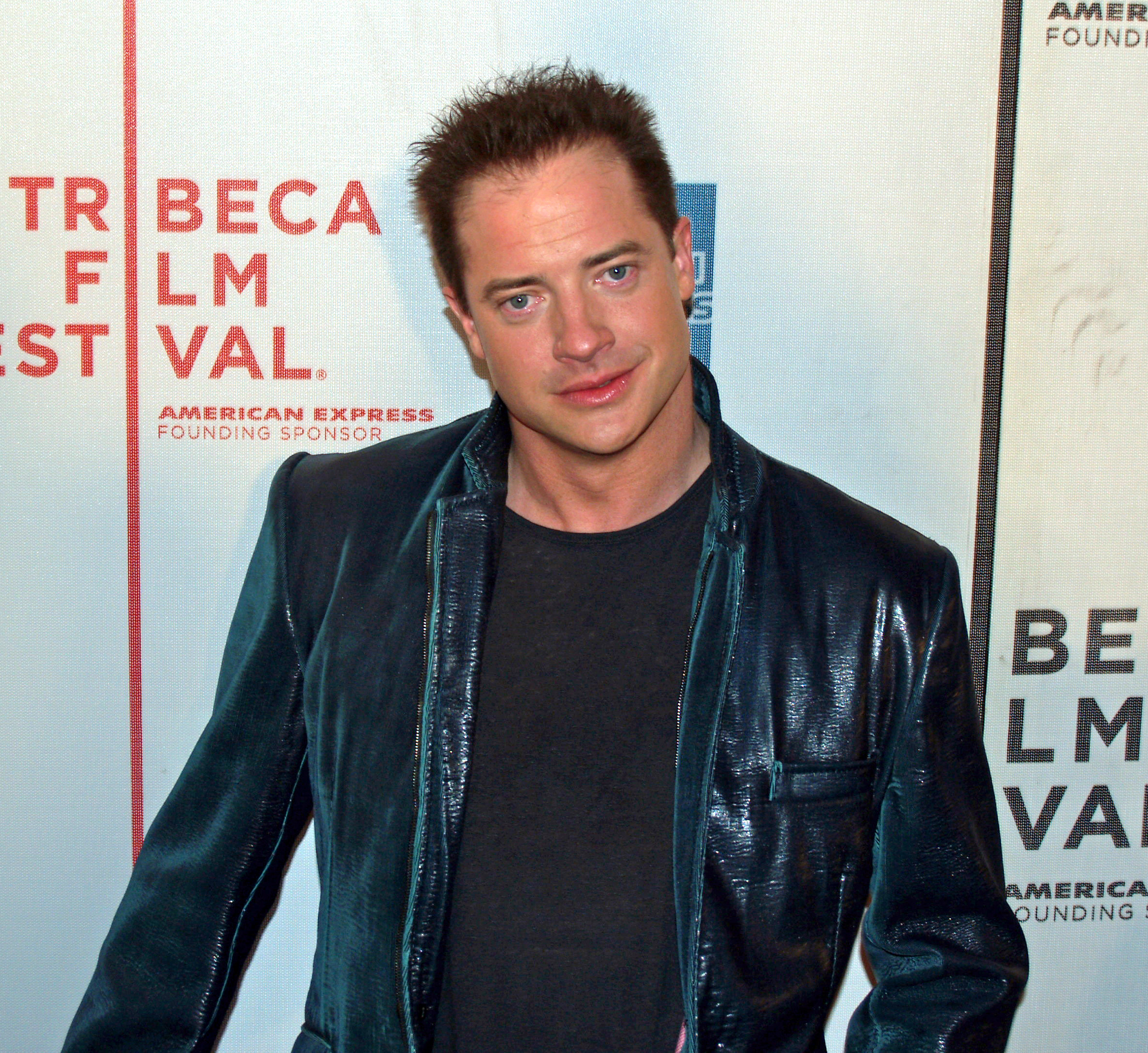
Brendan Fraser al Tribeca Film Festival nel 2007

Nel 1991 fa il suo debutto cinematografico in Dogfight - Una storia d'amore, nei panni di un marine diretto in Vietnam. L'anno seguente ottiene il suo primo ruolo da protagonista nella commedia Il mio amico scongelato, rivelatosi un discreto successo al botteghino. Lo stesso anno recita al fianco di Matt Damon e Chris O'Donnell in Scuola d'onore.
Nel 1994 interpreta Steve Nebraska in Un colpo da campione e Montgomery "Monty" Kessler in 110 e lode, oltre a recitare insieme ad Adam Sandler e Steve Buscemi in Airheads - Una band da lanciare. L'anno seguente recita in film come Sinistre ossessioni. Nel 1997 è protagonista della commedia George re della giungla...?, basato sulla serie animata George della giungla, e della pellicola drammatica L'orgoglio di un figlio. Nel 1998 riceve il plauso della critica per la sua performance nella pellicola Demoni e dei, in cui recita al fianco di Ian McKellen. L'anno seguente è protagonista del film colossal La mummia, in cui veste i panni dell'impavido Rick O'Connell, assieme a Rachel Weisz. La pellicola si rivelò un ottimo successo al botteghino. Nello stesso anno è protagonista della commedia Sbucato dal passato.
Nel 2001 torna ad interpretare Rick O'Connell nel sequel La mummia - Il ritorno. Lo stesso anno è protagonista del film d'animazione Monkeybone, diretto da Henry Selick ed ha recitato, a partire da settembre, nel ruolo di "Brick" nella produzione teatrale di La gatta sul tetto che scotta, diretto da Anthony Page. Assieme a lui, nel cast vi erano Ned Beatty, Frances O'Connor e Gemma Jones. Lo spettacolo si è concluso il 12 gennaio 2002, con Fraser che ha ottenuto molte recensioni positive.
Nel 2002 recita al fianco di Michael Caine nel dramma politico The Quiet American, che venne ben accolto dalla critica. Nello stesso periodo partecipa in tre puntate della serie televisiva Scrubs - Medici ai primi ferri, nel ruolo di Ben. L'anno successivo è protagonista del film d'animazione Looney Tunes: Back in Action. Nel 2004 è tra i protagonisti dell'acclamato Crash - Contatto fisico, con il quale si aggiudica uno Screen Actors Guild Award come miglior cast cinematografico. Nel marzo 2006 viene inserito nella Canada's Walk of Fame, diventando il primo attore americano a ricevere l'onore.
Nel 2008 è nuovamente protagonista di La mummia - La tomba dell'Imperatore Dragone, terzo capitolo della saga cinematografica. Lo stesso anno recita in Viaggio al centro della Terra e nel film fantasy Inkheart - La leggenda di cuore d'inchiostro. Nel 2010 recita in una produzione di Broadway di Elling, ma lo spettacolo viene interrotto dopo una settimana, a causa di recensioni poco brillanti. Nello stesso anno appare nel film Puzzole alla riscossa, che viene stroncato dalla critica. Nel 2013 interpreta un imitatore di Elvis Presley nella commedia nera Pawn Shop Chronicles e prende anche parte al film Non lasciarmi sola. Successivamente si unisce al cast della serie televisiva drammatica The Affair - Una relazione pericolosa durante la terza stagione, dove ha interpretato la guardia carceraria infelice Gunther. Ha in seguito preso parte alla serie Trust.
Nel 2018 interpreta Clifford "Cliff" Steele / Robotman nella serie televisiva Titans, riprendendo il ruolo nel 2019 nello spin-off Doom Patrol. Lo stesso anno è presente nel film thriller di Bollywood Line of Descent. Nel 2021 recita nella parte del gangster Doug Jones nel film poliziesco No Sudden Move, di Steven Soderbergh. Lo stesso anno viene scelto per interpretare Ted Carson / Firefly nella pellicola Batgirl, diretto da Adil El Arbi e Bilall Fallah. Il film viene cancellato l'anno seguente durante la sua post produzione, non venendo distribuito.
Nel 2022 è protagonista della pellicola drammatica The Whale, diretta da Darren Aronofsky, in cui interpreta un professore universitario di oltre 250 chili recluso in casa. Il film viene presentato in anteprima mondiale alla 79ª Mostra internazionale d'arte cinematografica di Venezia, dove ha ricevuto un'ovazione di sei minuti. Sia il film che la sua interpretazione vengono acclamati dalla critica, e grazie a questo ruolo ottiene una vittoria al Premio Oscar come miglior attore protagonista, ai Critics' Choice Awards come miglior attore, ai Screen Actors Guild Award come miglior attore cinematografico, ed una candidatura al Golden Globe come miglior attore in un film drammatico, al Premio BAFTA come migliore attore protagonista, ed ai Gotham Independent Film Awards come miglior attore protagonista.

## Vita privata
Nel 1993 conosce l'attrice Afton Smith, con cui si sposa il 27 settembre 1998 e da cui ha avuto tre figli: Griffin Arthur Fraser (2002), Holden Fletcher Fraser (2004) e Leland Francis Fraser (2006). La coppia ha in seguito divorziato nel 2008.
Nel febbraio 2018 l'attore ha accusato l'ex presidente della Hollywood Foreign Press Association, Philip Berk, di molestie sessuali nei suoi confronti avvenute nel 2003, sostenendo che a causa di questo accaduto aveva deciso di ritirarsi dalla vita pubblica e declinare varie offerte di lavoro. Quando nel 2022 ha ricevuto la candidatura ai Golden Globe come miglior attore in un film drammatico per la sua interpretazione nella pellicola The Whale, ha confermato che non avrebbe presenziato alla cerimonia, commentando: «non sono un ipocrita».

## Filmografia

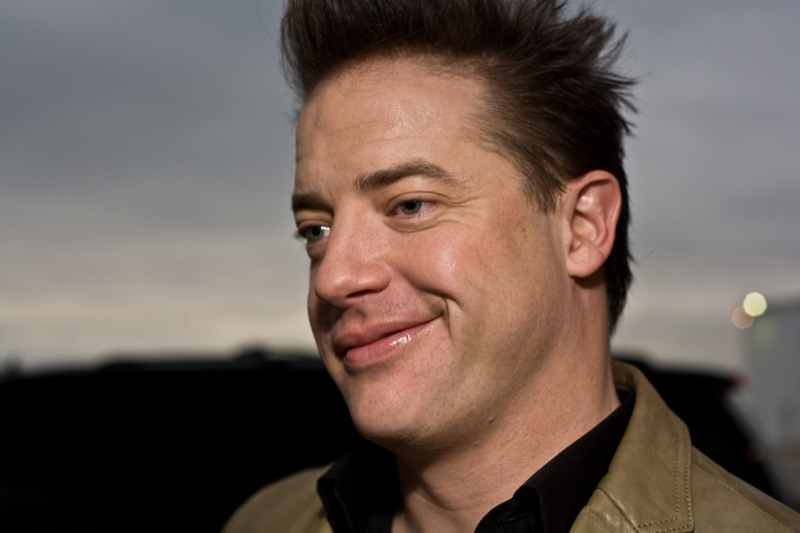
Brendan Fraser nel 2009

### Attore

#### Cinema
- Dogfight - Una storia d'amore (Dogfight), regia di Nancy Savoca (1991)
- Il mio amico scongelato (Encino Man), regia di Les Mayfield (1992)
- Scuola d'onore (School Ties), regia di Robert Mandel (1992)
- Mamma, ho trovato un fidanzato (Son in Law), regia di Steve Rash (1993) – non accreditato
- Un pezzo da 20 (Twenty Bucks), regia di Keva Rosenfeld (1993)
- Younger and Younger, regia di Percy Adlon (1993)
- 110 e lode (With Honors), regia di Alex Keshishian (1994)
- Airheads - Una band da lanciare (Airheads), regia di Michael Lehmann (1994)
- Operazione Desert Storm (In the Army Now), regia di Daniel Petrie Jr. (1994) – non accreditato
- Un colpo da campione (The Scout), regia di Michael Ritchie (1994)
- Sinistre ossessioni (The Passion of Darkly Noon), regia di Philip Ridley (1995)
- Amiche per sempre (Now and Then), regia di Lesli Linka Glatter (1995) – non accreditato
- Kids in the Hall: Brain Candy, regia di Kelly Makin (1996) – non accreditato
- Scambio di identità (Mrs. Winterbourne), regia di Richard Benjamin (1996)
- Ultimo appello (Glory Daze), regia di Rich Wilkes (1996)
- L'orgoglio di un figlio (The Twilight of the Golds), regia di Ross Kagan Marks (1996)
- George re della giungla...? (George of the Jungle), regia di Sam Weisman (1997)
- Spiriti ribelli (Still Breathing), regia di James F. Robinson (1997)
- Demoni e dei (Gods and Monsters), regia di Bill Condon (1998)
- Sbucato dal passato (Blast from the Past), regia di Hugh Wilson (1999)
- La mummia (The Mummy), regia di Stephen Sommers (1999)
- Dudley Do-Right, regia di Hugh Wilson (1999)
- Indiavolato (Bedazzled), regia di Harold Ramis (2000)
- Monkeybone, regia di Henry Selick (2001)
- La mummia - Il ritorno (The Mummy Returns), regia di Stephen Sommers (2001)
- The Quiet American, regia di Phillip Noyce (2002)
- Dickie Roberts - Ex piccola star (Dickie Roberts: Former Child Star), regia di Sam Weisman (2003) – non accreditato
- Looney Tunes: Back in Action, regia di Joe Dante (2003)
- Crash - Contatto fisico (Crash), regia di Paul Haggis (2004)
- Journey to the End of the Night, regia di Eric Eason (2006)
- L'ultima occasione (The Last Time), regia di Michael Caleo (2006)
- The Air I Breathe, regia di Jieho Lee (2007)
- La mummia - La tomba dell'Imperatore Dragone (The Mummy: Tomb of the Dragon Emperor), regia di Rob Cohen (2008)
- Viaggio al centro della Terra (Journey to the Center of the Earth), regia di Eric Brevig (2008)
- Inkheart - La leggenda di cuore d'inchiostro (Inkheart), regia di Iain Softley (2009)
- G.I. Joe - La nascita dei Cobra (G.I. Joe: Rise of Cobra), regia di Stephen Sommers (2009) – non accreditato
- Misure straordinarie (Extraordinary Measures), regia di Tom Vaughan (2010)
- Puzzole alla riscossa (Furry Vengeance), regia di Roger Kumble (2010)
- Rapina a Belfast (Whole Lotta Sole), regia di Terry George (2011)
- Una rete di bugie (A Case of You), regia di Kat Coiro (2013)
- Il mio amico Leo (HairBrained), regia di Billy Kent (2013)
- Pawn Shop Chronicles, regia di Wayne Kramer (2013)
- Breakout - Weekend da paura (Breakout), regia di Damian Lee (2013)
- Non lasciarmi sola (Gimme Shelter), regia di Ron Krauss (2013)
- La rosa velenosa, regia di George Gallo, Francesco Cinquemani e Luca Giliberto (2019)
- Line of Descent, regia di Rohit Karn Batra (2019)
- The Secret of Karma, regia di Milan Friedrich, Dalibor Stach (2020)
- No Sudden Move, regia di Steven Soderbergh (2021)
- Batgirl, regia di Adil El Arbi e Bilall Fallah (inedito)
- The Whale, regia di Darren Aronofsky (2022)
- Killers of the Flower Moon, regia di Martin Scorsese (2023)
- Brothers, regia di Max Barbakow (2024)

#### Televisione
- Figlio delle tenebre (Child of Darkness, Child of Light), regia di Marina Sargenti – film TV (1991)
- Nel nome di mio figlio (Guilty Until Proven Innocent), regia di Paul Wendkos – film TV (1991)
- Fallen Angels – serie TV, episodio 2x02 (1995)
- Scrubs - Medici ai primi ferri (Scrubs) – serie TV, 3 episodi (2002-2004)
- Texas Rising – miniserie TV, 5 episodi (2015)
- The Affair - Una relazione pericolosa (The Affair) – serie TV, 6 episodi (2016-2017)
- Nightcap - serie TV, episodio 2x07 (2017)
- Trust – serie TV, 8 episodi (2018)
- Condor – serie TV, 7 episodi (2018)
- Titans – serie TV, episodi 1x04, 4x10 (2018, 2023)
- Doom Patrol – serie TV, 46 episodi (2019-2023)
- Professionals – serie TV, 10 episodi (2020)

### Doppiatore
- Duckman – serie TV, episodio 4x01 (1997)
- I Simpson (The Simpsons) – serie TV, episodio 9x23 (1999)
- Sinbad - Un'avventura di spada e magia (Sinbad: Beyond the Veil of Mists), regia di Evan Ricks (2000)
- King of the Hill – serie TV, episodi 5x05, 9x13 (2000, 2005)
- Due fantagenitori (The Fairly OddParents) – serie TV, 3 episodi (2009)
- Fuga dal pianeta Terra (Escape from Planet Earth), regia di Cal Brunker (2013)
- Nut Job - Operazione noccioline (The Nut Job), regia di Peter Lepeniotis (2014)
- Titans – serie TV, episodio 1x04, 4x10 (2018, 2023)
- Doom Patrol – serie TV, 46 episodi (2019-2023)

## Teatro
- Four Dogs and a Bone di John Patrick Shanley, regia di Lawrence Kasdan (1995)
- La gatta sul tetto che scotta di Tennessee Williams, regia di Anthony Page (2001)
- Elling di Simon Bent, regia di Doug Hughes (2010)

## Riconoscimenti
- Premio Oscar

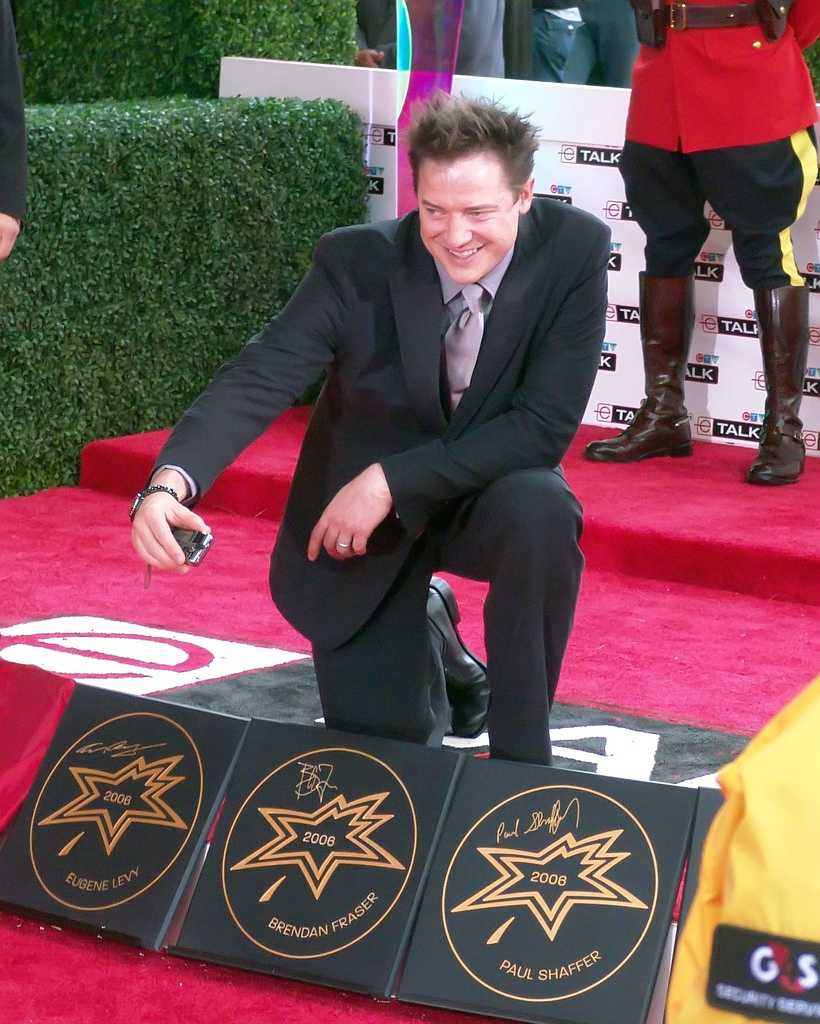
Brendan Fraser nel 2006

  - 2023 – Migliore attore protagonista per The Whale

- Golden Globe[34]
  - 2023 – Candidatura per il miglior attore in un film drammatico per The Whale

- Premio BAFTA
  - 2023 – Candidatura per il miglior attore protagonista per The Whale

- Critics' Choice Awards
  - 2006 – Miglior cast per Crash - Contatto fisico
  - 2023 – Miglior attore per The Whale[33]

- Critics' Choice Super Awards
  - 2022 – Candidatura per il miglior attore in una serie sui supereroi per Doom Patrol
  - 2023 – Candidatura al migliore attore in una serie sui supereroi per Doom Patrol

- Gotham Independent Film Awards
  - 2005 – Candidatura per il miglior cast per Crash – Contatto fisico
  - 2022 – Candidatura per il miglior interprete protagonista per The Whale[35]

- Satellite Award
  - 2023 – Miglior attore in un film drammatico per The Whale

- Screen Actors Guild Award
  - 2006 – Miglior cast cinematografico per Crash – Contatto fisico[18]
  - 2023 – Miglior attore cinematografico per The Whale[38]
  - 2024 - Candidatura al miglior cast cinematografico per Killers of the Flower Moon

- St. Louis Film Critics Association
  - 2022 – Miglior attore per The Whale

- Toronto International Film Festival
  - 2022 – Tribute Actor Award[39]

## Doppiatori italiani
Nelle versioni in italiano delle opere in cui ha recitato, Brendan Fraser è stato doppiato da:
- Fabrizio Pucci in Sbucato dal passato, La mummia, Dudley Do-Right, Indiavolato, Monkeybone, La mummia - Il ritorno, La mummia - La tomba dell'Imperatore Dragone, Viaggio al centro della Terra, Inkheart - La leggenda di cuore d'inchiostro, G.I. Joe - La nascita dei Cobra, Puzzole alla riscossa, Texas Rising, Trust, Condor, No Sudden Move, The Whale, Killers of the Flower Moon, Brothers
- Vittorio De Angelis in Un pezzo da 20, Scambio di identità, George re della giungla...?, Demoni e dei, L'ultima occasione, The Air I Breathe, Misure straordinarie
- Massimo Lodolo in Amiche per sempre, Crash - Contatto fisico, Rapina a Belfast
- Massimiliano Manfredi in Scuola d'onore, The Quiet American
- Stefano Benassi in 110 e lode, Airheads - Una band da lanciare
- Alberto Angrisano in Scrubs - Medici ai primi ferri, Non lasciarmi sola
- Enrico Di Troia in Dickie Roberts - Ex piccola star, Breakout - Weekend da paura
- Dario Oppido in Il mio amico Leo, Pawn Shop Chronicles
- Alberto Caneva in Il mio amico scongelato
- Fabio Boccanera in Sinistre ossessioni
- Alessio Cigliano in L'orgoglio di un figlio
- Oreste Baldini in Looney Tunes: Back in Action (Damian Drake Jr.)
- Riccardo Niseem Onorato in Una rete di bugie
- Pino Insegno in The Affair - Una relazione pericolosa
- Massimiliano Plinio ne La rosa velenosa
- Massimo Bitossi in Doom Patrol

Da doppiatore è sostituito da:
- Alessandro Quarta in King of the Hill (ep. 9x13), Nut Job - Operazione noccioline
- Bruno Conti ne I Simpson
- Vittorio De Angelis in King of the Hill (ep. 5x05)
- Alessandro Budroni in Due Fantagenitori
- Roberto Pedicini in Looney Tunes: Back in Action (Taz)
- Fabrizio Pucci in Fuga dal pianeta Terra
- Massimiliano Plinio in Titans